# Nicolas Castelnovo
Nicolas Castelnovo (Lecco, 26 gennaio 2000) è un canottiere italiano.

## Biografia
Gli esordi
Inizia la sua carriera agonistica nel 2015 all’età di 15 anni, tesserato per la Canottieri Moto Guzzi di Mandello del Lario, allenato da Giuseppe Moioli.
Nel 2016 categoria Ragazzi, si classifica 3º ai Campionati Italiani di Gran Fondo a Pisa nella specialità del 4- e si aggiudica l’oro e il titolo ai Campionati Italiani a Gavirate (VA) con il 4-.
Nel 2017 categoria Junior, si tessera per la Canottieri Lario di Como.
A seguito dei buoni risultati ottenuti ai meeting nazionali, veste per la prima volta i colori della Nazionale Italiana convocato per i 2017 European Rowing Junior Championships a Krefeld (Germania) nella specialità 8+. 
Nello stesso anno vince l’argento ai Campionati Italiani all’Idroscalo di Milano nella specialità 4-.
3º posto e medaglia di bronzo nella categoria Under23 con l’8+. 2º posto e medaglia d’argento al Campionato Italiano di Gran Fondo a San Giorgio di Nogaro (UD) nella specialità del 2-.
Nel 2018, con i colori dell’Italia, partecipa ai 2018 European Rowing Junior Championships a Gravelines (Francia) nella specialità 4- dove conquista l’oro e il titolo di Campione Europeo (equipaggio Zamariola, Benazzo, Bonamoneta, Castelnovo).
Con l’8+ ai Campionati Italiani a Varese si aggiudica la medaglia d’oro e titolo Italiano nella categoria Junior, medaglia d’argento nella categoria Senior. Ai Campionati Italiani Under23 a Corgeno (VA) si classifica 2^ con il 4- e con l’8+.
Insieme a Zamariola, Benazzo e Bonamoneta conquista il 3º posto e la medaglia di bronzo ai 2018 World Rowing Junior Championships a Račice (Repubblica Ceca).
Insieme ad Alberto Zamariola partecipa e vince la selezione per le Olimpiadi Giovanili. 
Ai III Giochi olimpici giovanili estivi di Buenos Aires 2018 l’equipaggio Zamariola - Castelnovo scrive la storia con l’Italia che per la prima volta vince la medaglia d’oro e il titolo Olimpico Giovanile nel canottaggio.

## Olimpiadi
1. Giochi Olimpici Giovanili Buenos Aires 2018|; Medaglia d'ORO nella specialità JM2-; Armo: Alberto Zamariola, Nicolas Castelnovo;

## Campionati Mondiali
1. Campionati Mondiali World Rowing Junior Championships 2018 di Račice (CZ); Medaglia di BRONZO nella specialità JM4-; Armo: Alberto Zamariola, Achille Benazzo, Alessandro Bonamoneta, Nicolas Castelnovo;

## Campionati Europei
1. Campionati Europei European Rowing Junior Championships 2017 di Krefeld(GER); 8º classificato; specialità JM8+; Armo: Elia Pennucci, Riccardo Elia, Nicolas Castelnovo, Simone Fasoli, Davide Comini, Matteo Raffaele Panceri, Roberto Gerosa, Luca Zemolin, Riccardo Zoppini - Tim.
2. Campionati Europei European Rowing Junior Championships 2018 di Gravelines(FRA); Medaglia d’ORO; specialità JM4-; Armo: Alberto Zamariola, Achille Benazzo, Alessandro Bonamoneta, Nicolas Castelnovo;

## Campionati Italiani
1. Campionato Italiano Gran Fondo 2016; BRONZO, Spec. GRM4-;
2. Campionato Italiano 2016;                                      ORO, Spec. GRM4-;
3. Campionato Italiano 2017;                                          ARGENTO, Spec. JM4-;
4. Campionato Italiano 2017;                                    BRONZO, Spec. SBM8+;
5. Campionato Italiano Gran Fondo 2017;                                 ARGENTO, Spec. JM2-;
6. Campionato Italiano Gran Fondo 2018;                                   BRONZO, Spec. JM4-;
7. Campionato Italiano 2018;                                     ORO, Spec. JM8+;
8. Campionato Italiano 2018;               ARGENTO, Spec. SBM4-;
9. Campionato Italiano 2018;                                ARGENTO, Spec. SBM8+;
10. Campionato Italiano 2018;                     ARGENTO, Spec. SAM8+;
11. Campionato Italiano Gran Fondo 2018;                         ARGENTO, Spec. JM2-;
12. Campionato Italiano Gran Fondo 2019;                                     ORO, Spec. SBM4-;
13. Campionato Italiano 2019;                            ORO, Spec. SBM4-;
14. Campionato Italiano 2019;                         ARGENTO, Spec. SAM4-;
15. Campionato Italiano Gran Fondo 2019;                                        ORO, Spec. SBM2-;
16. Campionato Italiano Gran Fondo 2020;                                              ORO, Spec. SBM4-;
17. Campionato Italiano 2020;
ARGENTO, Spec. SAM4-
18. Campionato italiano 2021; BRONZO, Spec. SBM2-
19. Campionato Italiano 2021; ORO, Spec. SBM4x
20. Campionato Italiano 2022; ORO, Spec. SBM8+